# Wincenty Ścibor-Rylski
Wincenty Ścibor-Rylski herbu Ostoja (ur. ok. 1810, zm. 2 czerwca 1885 w Orelcu) – polski powstaniec listopadowy, właściciel ziemski.

## Życiorys
Urodził się ok. 1810. Był synem Józefa Stanisława Ścibora-Rylskiego herbu Ostoja i Wiktorii z domu Szumlańskiej z Wielkich Szumlan herbu Korczak. Brał udział w powstaniu listopadowym jako podporucznik 6 Pułku Ułanów. Był autorem pamiętnika opisującego udział w powstaniu, do spisania którego zachęcał go w latach 70. Edmund Krasicki.
Posiadał majątki Hoczew, Olszanica, Bachlawa i Mokre. 24 października 1836 jego żoną została Magdalena Truskolaska, której własnością była Płonna, wraz z którą został dziedzicem miejscowości Zagórz i Wielopole. Wśród ich dzieci byli Franciszek (ur. 1838) i August (1841-1902, dziedzic majątku, powstaniec styczniowy, urzędnik, ojciec m.in. Edmunda i Witolda).
Był zastępcą członka C. K. Powiatowej Komisji Szacunkowej w Sanoku. Uchwałą Rady Miejskiej w Sanoku z 1872 został uznany przynależnym do gminy Sanok. Pozostawił wspomnienia.
Do końca życia zamieszkiwał w Orelcu. Tam zmarł 2 czerwca 1885 w wieku 75 lat. 5 czerwca 1885 został pochowany w grobowcu rodzinnym w Zagórzu.